# Andreas Gordon
Andreas Gordon (* 15. Juni 1712 in Cofforach, Schottland; † 22. August 1751 in Erfurt) war ein schottischer Theologe, Philosoph, Physiker und Benediktinermönch. Er war einer der Pioniere der Elektrizität in Deutschland.

## Leben

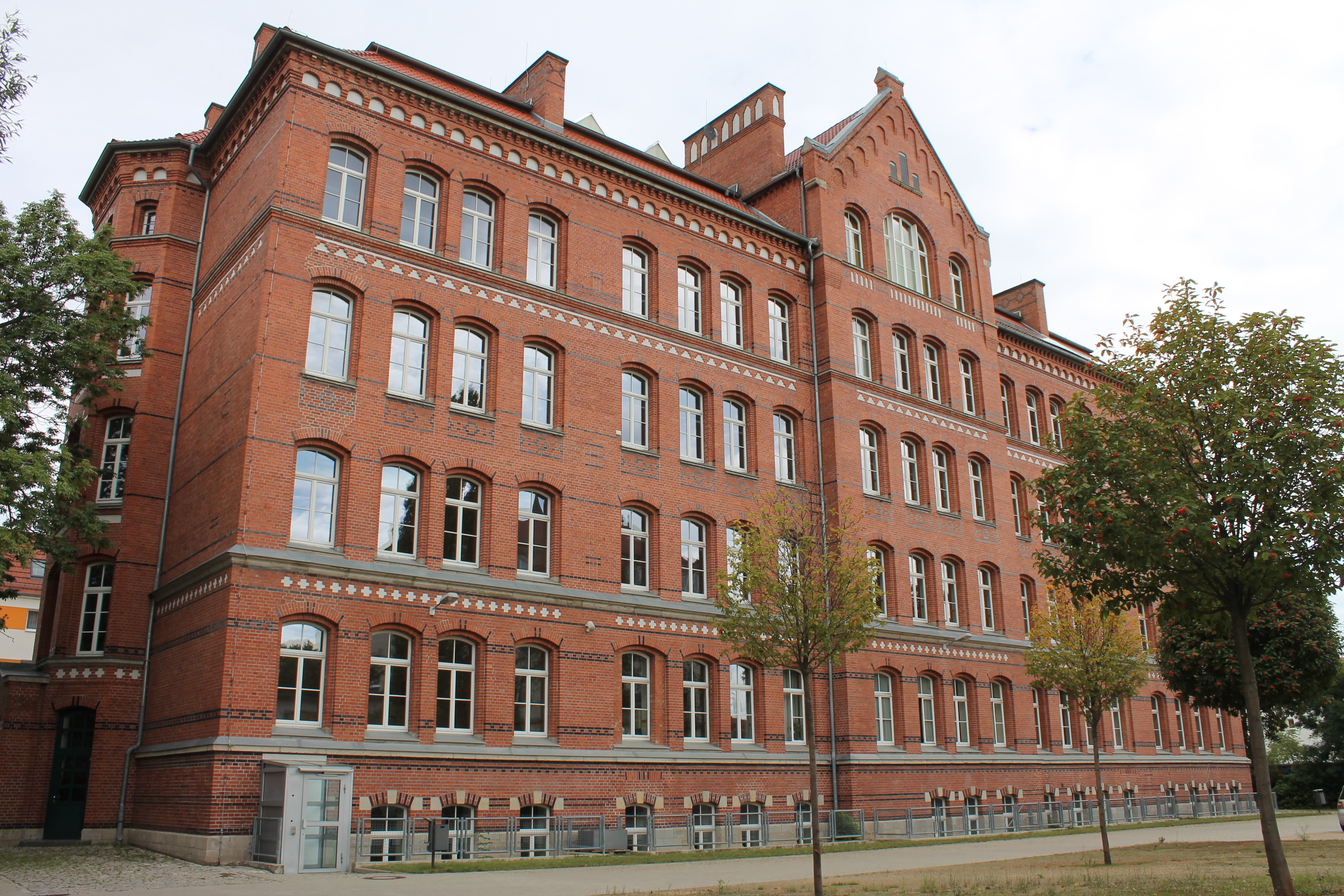
Gebäude der Andreas-Gordon-Schule in Erfurt

George Gordon wurde als Sohn des alten schottischen Adelsgeschlechts Gordon in Cofforach (Schottland) geboren und auf den Namen George getauft. Seine Eltern waren Johann Gordon Haus Cofforach und Johanna Gordon Haus Aschentowel.
Im Alter von 12 Jahren reiste er nach Regensburg, um dort in das Benediktiner-Schottenseminar St. Jakob in Regensburg einzutreten. Als katholischer Schotte hatte er keine Möglichkeit, in seiner Heimat Zugang zu höheren Ämtern zu bekommen. In Regensburg absolvierte er ein 5-jähriges Gymnasialstudium. Abt Bernhard Baillie ermöglichte Gordon Bildungsreisen nach Österreich, Frankreich und Italien, insbesondere nach Rom. Gordon kehrte 1732 nach Regensburg zurück. Am 24. Februar 1732 trat er in das Noviziat ein und erhielt den Ordensnamen Andreas.
Er begann im Kloster mit dem Studium der scholastischen Philosophie unter Gallus Leith, welcher 1735 an der Erfurter Universität als Professor für Philosophie berufen wurde. Gordon studierte weiter beim Dominikaner Iselbrecher, wo er auch seine theologische Disputation hielt. Im selben Jahr empfing Andreas Gordon die Priesterweihe, danach absolvierte er an der Benediktiner Universität Salzburg ein Rechtsstudium, wobei er Jura und Theologie studierte. 1737 beendete er sein Studium in Philosophie und Theologie mit „sehr gut“ und erhielt das juristische Examen mit Auszeichnung. Anschließend wurde er Professor für Philosophie an der Universität Erfurt. Da er in Deutschland eine aufgeklärte Philosophie vertrat, geriet er in Konflikt mit den Jesuiten. Gegen die erhobenen Vorwürfe, darunter auch den der Ketzerei, konnte sich Gordon mit Unterstützung der Universität Erfurt behaupten. Auf Betreiben Jean-Antoine Nollets (1700–1770) wurde Gordon 1748 korrespondierendes Mitglied der Pariser Académie des Sciences.

## Leistungen
Gordon konstruierte in Erfurt eine eigene Elektrisiermaschine sowie eine elektrische Glocke.
Im Druck erschienen folgende Werke von ihm:
- Phenomena electricitatis exposita., 1744, Digitalisat
  - Versuch einer Erklärung der Electricität,  1. Auflage 1745, 2. Auflage 1746
- Unparteyische Nachricht Von dem Ursprung Des jetzigen Groß-Brittanischen Krieges und dessen Urheber Carolo Eduardo Stuart, 1746, Digitalisat
- Physicae experimentalis Elementa., 1751–1752 (postum), Teil 1,  Teil 2